# Clutia
Clutia é um género botânico pertencente à família Euphorbiaceae.
Plantas distribuidas na África e Arábia

## Sinonímia
- Altora Adans.
- Cluytia Aiton var. ortográfica.
- Clytia Stokes var. ortográfica.

### Espécies
Formado por treze espécies:
| - Clutia berteriana - Clutia brassii - Clutia cascarilla - Clutia densifolia - Clutia eluteria - Clutia govaertsii - Clutia hirta | - Clutia lanceolata - Clutia monticola - Clutia punctata - Clutia sessilifolia - Clutia timpermaniana - Clutia whytei |

## Classificação do gênero
| Sistema | Classificação                   | Referência               |
| ------- | ------------------------------- | ------------------------ |
| Linné   | Classe Dioecia, ordem Gynandria | Species plantarum (1753) |